# Ochiul Alb, Drochia
Ochiul Alb este un sat din raionul Drochia. Vatra satului are o suprafață de aproximativ 4,10 kilometri pătrați, cu un perimetru de 9,93 km. Întregul sat are o suprafață totală de 38,61 kilometri pătrați, fiind cuprins într-un perimetru de 27,96 km.

## Demografie

### Structura etnică
Structura etnică a satului conform recensământului populației din 2004:
| Grup etnic         | Populație | % Procentaj |
| ------------------ | --------- | ----------- |
| Moldoveni / Români | 3.054     | 98,86%      |
| Țigani             | 22        | 0,71%       |
| Ruși               | 7         | 0,23%       |
| Ucraineni          | 3         | 0,1%        |
| Alții              | 3         | 0,1%        |
| Total              | 3.089     | 100%        |

## Administrație și politică
Componența Consiliului local Ochiul Alb (11 consilieri), ales la 5 noiembrie 2023, este următoarea:
|  | Partid                                        | Consilieri | Componență | Componență | Componență |
|  | --------------------------------------------- | ---------- | ---------- | ---------- | ---------- |
|  | Partidul Socialiștilor din Republica Moldova  | 3          |            |            |            |
|  | Partidul Acțiune și Solidaritate              | 3          |            |            |            |
|  | Partidul „Renaștere”                          | 2          |            |            |            |
|  | Partidul Dezvoltării și Consolidării Moldovei | 2          |            |            |            |
|  | Candidat independent EUGENIA NENIȚA           | 1          |            |            |            |

## Personalități marcante
- Nicolae Testemițanu - deputat medic-chirurg și om politic din Republica Moldova.
- Ion Ababii - ministru al sănătății din Republica Moldova (2005-2008).
- Tatiana Martin - artistă de muzică populară, vioristă.
- Vitalie Eșanu - președinte al ACEM și director al ITS Informbusiness S.R.L., inginer în industria electronică din Moldova, a implementat conceptul troleibuzului hibrid în Republica Moldova.
- Zinaida Jarcuțchi (Babără) - specialist în economie, proprietară alături de alții a Agenției de turism Corina Travel și a Hotelului Manhattan din Chișinău.
- Alic Cotoneț - doctor în științe medicale, chirurg endoscopist la Spitalul Clinic Republican „Timofei Moșneaga” și la Centrul medical Repromed.
- Eduard Ababei - doctor în drept, profesor universitar, autor și coautor a numeroase lucrări științifice în domeniul dreptului, judecător la Curtea Constituțională.